# Bernex (Szwajcaria)
Bernex – gmina (fr. commune; niem. Gemeinde) w Szwajcarii, w kantonie Genewa. 

## Demografia
W Bernex mieszka 10 258 osób. W 2020 roku 22,1% populacji gminy stanowiły osoby urodzone poza Szwajcarią.

## Transport
Przez teren gminy przebiegają autostrada A1 oraz droga główna nr 103.